# In eminenti apostolatus specula
In eminenti apostolatus specula est une bulle pontificale fulminée le 28 avril 1738 par Clément XII contre la franc-maçonnerie. Quoique prononcée comme définitive (« constitution valable à perpétuité »), cette condamnation fut la première d'une longue série ; pendant plus de deux siècles, presque tous les successeurs de Clément XII l'ont reformulée. Fil rouge entre le Vatican et cette société initiatique, cette bulle apostolique et celles lui succédant constituent le droit canonique en vigueur envers la franc-maçonnerie.

## Histoire

### AuXVIIIesiècle

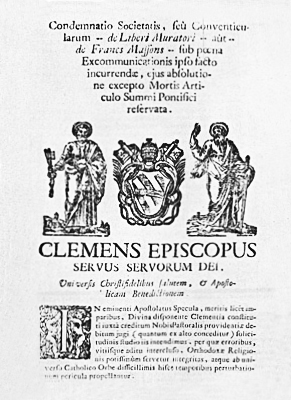
Publication de la bulle pontificale In eminenti apostolatus specula dans le Clemens Episcopus, en 1738.

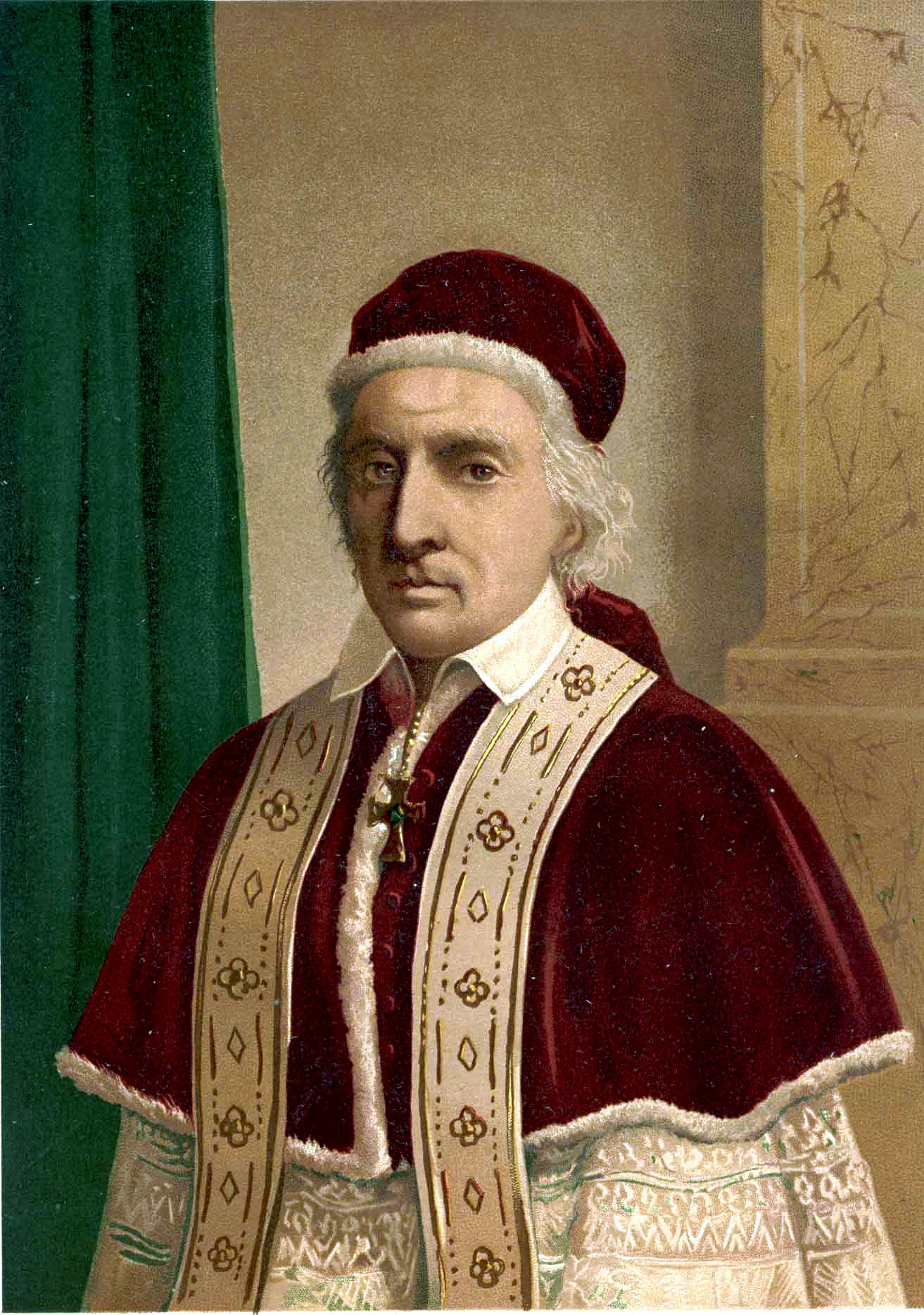
Clément XII, auteur de la bulle pontificale en 1738.

La bulle est émise le 28 avril 1738 par Clément XII. Le réquisitoire relève alors deux traits principaux de la franc-maçonnerie : le multiconfessionnalisme des loges et le fait que ses adeptes y prononcent un serment d'allégeance au secret et d'entraide qui, selon le texte, ne peut être que suspect. Le passé grand maître du Grand Orient de France et historien Alain Bauer ajoute une autre supposition quant à la naissance de ces critiques catholiques : « En se faisant les héritiers des bâtisseurs du Moyen Âge, ils ont d'une certaine façon endossé le passif d'une corporation en délicatesse avec l'Église ». Ainsi, les « origines historiques » revendiquées par les maçons spéculatifs seraient à la source des condamnations ecclésiastiques.
Cette publication du Vatican In eminenti apostolatus specula intervient quelques années après la création de la Grande Loge de Londres, en 1717, par Jean Théophile Désaguliers et James Anderson.
En 1738, la France ne compte pas plus de trois-cents ou quatre-cents francs-maçons[réf. souhaitée]. Cette bulle ne fut pas reçue en France, n'ayant pas été enregistrée par le parlement de Paris.
Le texte papal, In eminenti apostolatus specula, est repris par plusieurs des successeurs de Clément XII. Le 18 mai 1751, le pape Benoît XIV condamne « l'ordre maçonnique » dans l'encyclique Providas romanorum pontificum. Celle-ci interdit à tout chrétien catholique la fréquentation des francs-maçons.

### AuXIXesiècle

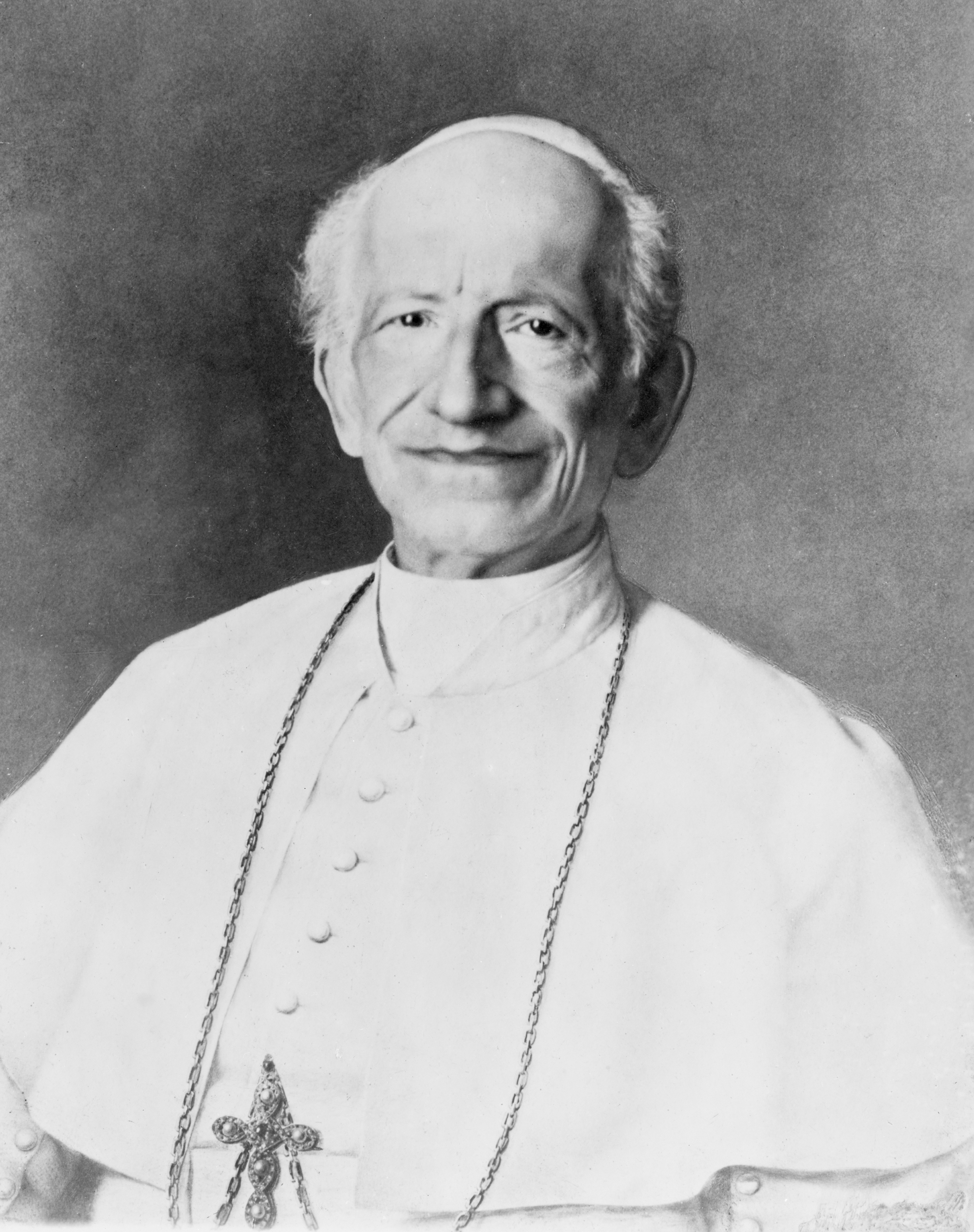
Le pape Léon XIII qui, en avril 1884, publie l'encyclique Humanum genus, une violente attaque contre la franc-maçonnerie.

En 1821, le moine bénédictin Pie VII dénonce toute forme d'activité maçonnique dans le document Ecclesiam a Jesu Christo.
En 1826, Léon XII y va de sa condamnation dans Quo Graviora. Le 24 mai 1829, Pie VIII publie les intentions de son pontificat dans l'encyclique Traditi Humilitati nostrae. Celle-ci témoigne également d'une prise de position houleuse envers la maçonnerie. Le 15 août 1832, l'encyclique Mirari Vos de Grégoire XVI ne mentionne pas la franc-maçonnerie mais condamne l'indifférentisme religieux, qui est l'une des charges souvent retenues contre la franc-maçonnerie par les textes pontificaux. Certaines sources catholiques romaines identifient ce document comme antimaçonnique.
Le pape Pie IX, qui effectua le plus long pontificat de toute l'histoire, prohiba lui aussi la franc-maçonnerie au travers du texte Qui pluribus. Entre 1854 et 1873, quatre encycliques et une bulle, antimaçonniques, sont publiées par Pie IX, dont Qui Pluribus, en 1846 et Quanta cura en 1864.
Son successeur, le pape Léon XIII signera, de 1882 à 1902, huit encycliques condamnant la franc-maçonnerie. L'une d'elles est Humanum genus, une lettre écrite en 1884 d'une trentaine de pages adressée aux évêques « condamnant le relativisme philosophique et moral de la franc-maçonnerie ».

### AuXXesiècle

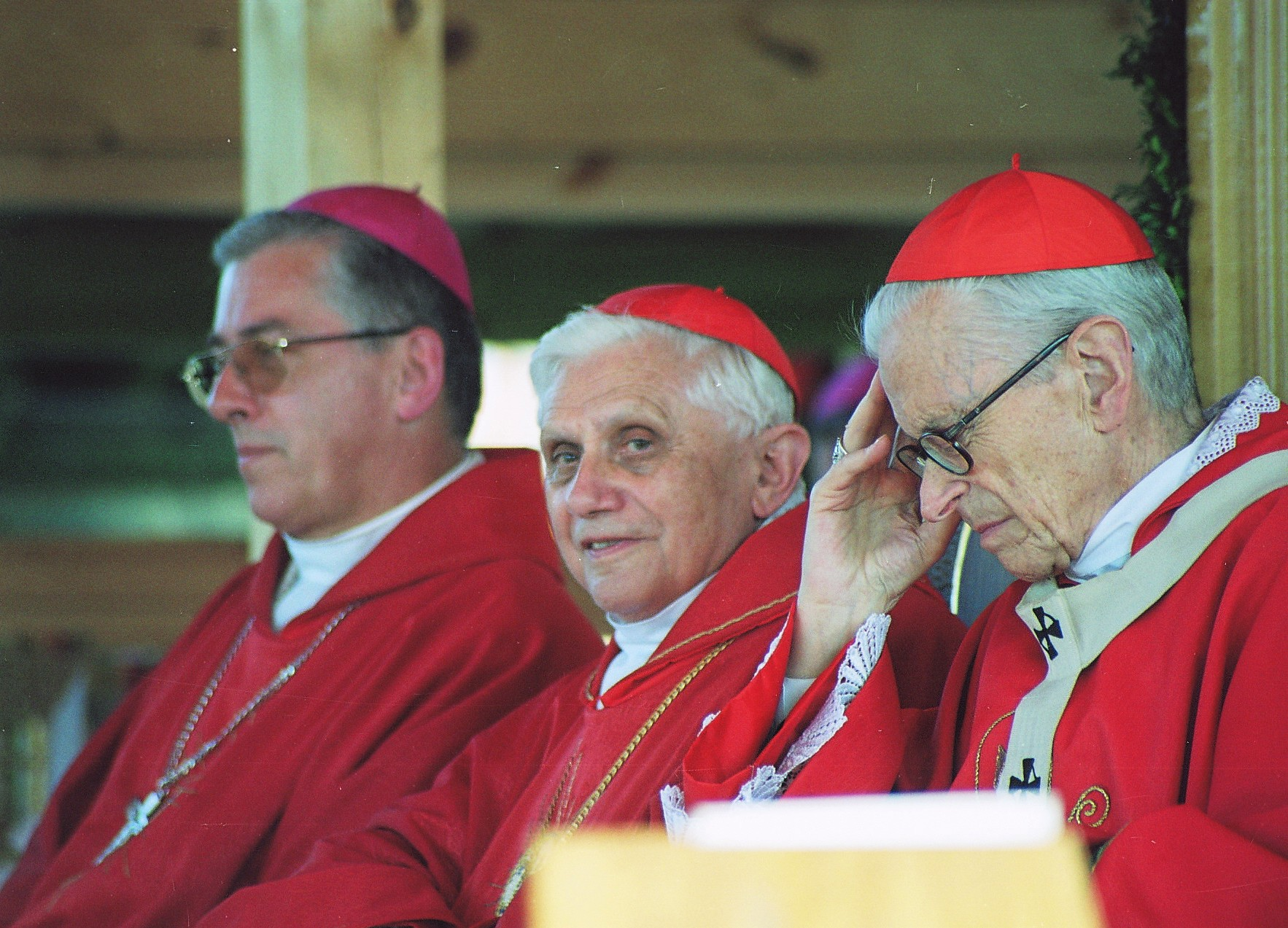
Le cardinal Joseph Ratzinger au centre de Mgr Wiktor Skworc et du cardinal Franciszek Macharski.

En 1917, le code de droit canonique déclare explicitement que l'appartenance à une loge maçonnique entraîne l'excommunication automatique.
Le 19 mars 1937, le pape Pie XI fait publier Divini Redemptoris, une encyclique portant sur le « communisme athée » et déclarant qu'il est « intrinsèquement pervers ».
Le 23 janvier 1983, le canon 2335, notifié dans le Code de Droit Canonique de 1917 est remplacé par celui numéroté 1734, qui ne fait plus mention explicite de la franc-maçonnerie mais « d'association qui conspire contre l'Église ».
Le 26 novembre 1983, dix mois après la révision de la loi canonique, une déclaration de la Congrégation pour la doctrine de la foi, alors dirigée par le cardinal Joseph Ratzinger (devenu par là suite, le pape Benoît XVI) réaffirme l'interdiction faite aux catholiques de rejoindre la maçonnerie sous toutes ses formes ou tendances.

### AuXXIesiècle

Drapeau du Vatican.

Le 2 mars 2007 le Vatican redit son opposition aux francs-maçons. 

« L'appartenance à la franc-maçonnerie et à l'Église catholique sont incompatibles » aux yeux de l'Église, rappelle Mgr Gianfranco Girotti (en), régent du tribunal de la pénitencerie apostolique.  Le prélat souligne que « l'Église catholique a toujours critiqué la conception mystique propre à la franc-maçonnerie, la déclarant incompatible avec sa propre doctrine »

 Le Saint-Siège rappelle également avec la Congrégation pour la doctrine de la foi que l'adhésion à une loge maçonnique demeure interdite par l'Église. Ceux qui y contreviennent sont en état de « péché grave » et ne peuvent pas avoir accès à l'eucharistie.
En juin 2013, Pascal Vesin, prêtre catholique du diocèse d’Annecy, curé de Megève et franc-maçon est sommé, sur ordre du Vatican et d'après la bulle pontificale, d’abandonner toute fréquentation avec le Grand Orient de France. L'affaire fait alors grand bruit et sera à l'origine de nombreuses parutions. L'écrivain Claude Thomas prend alors position et écrit « Je suis chrétien et franc-maçon, où est le problème ? » dans lequel il explique que la position de l’Église catholique, qui considère comme incompatible le fait d’être franc-maçon et chrétien, est rétrograde. José Gulino, grand maître du Grand Orient de France estime : « Alors que, depuis quelques années, nos relations avec l'Église catholique s'étaient améliorées, on se croirait revenu au temps de l'Inquisition. Au fond, l'Église reproche à Pascal Vesin d'avoir voulu réfléchir ». Mgr Bernard Podvin, le porte-parole de la Conférence des  évêques  de France rappellera « l'incompatibilité entre l'engagement chrétien et l'engagement maçonnique, en particulier pour un ministre du culte ».

## Dans la littérature

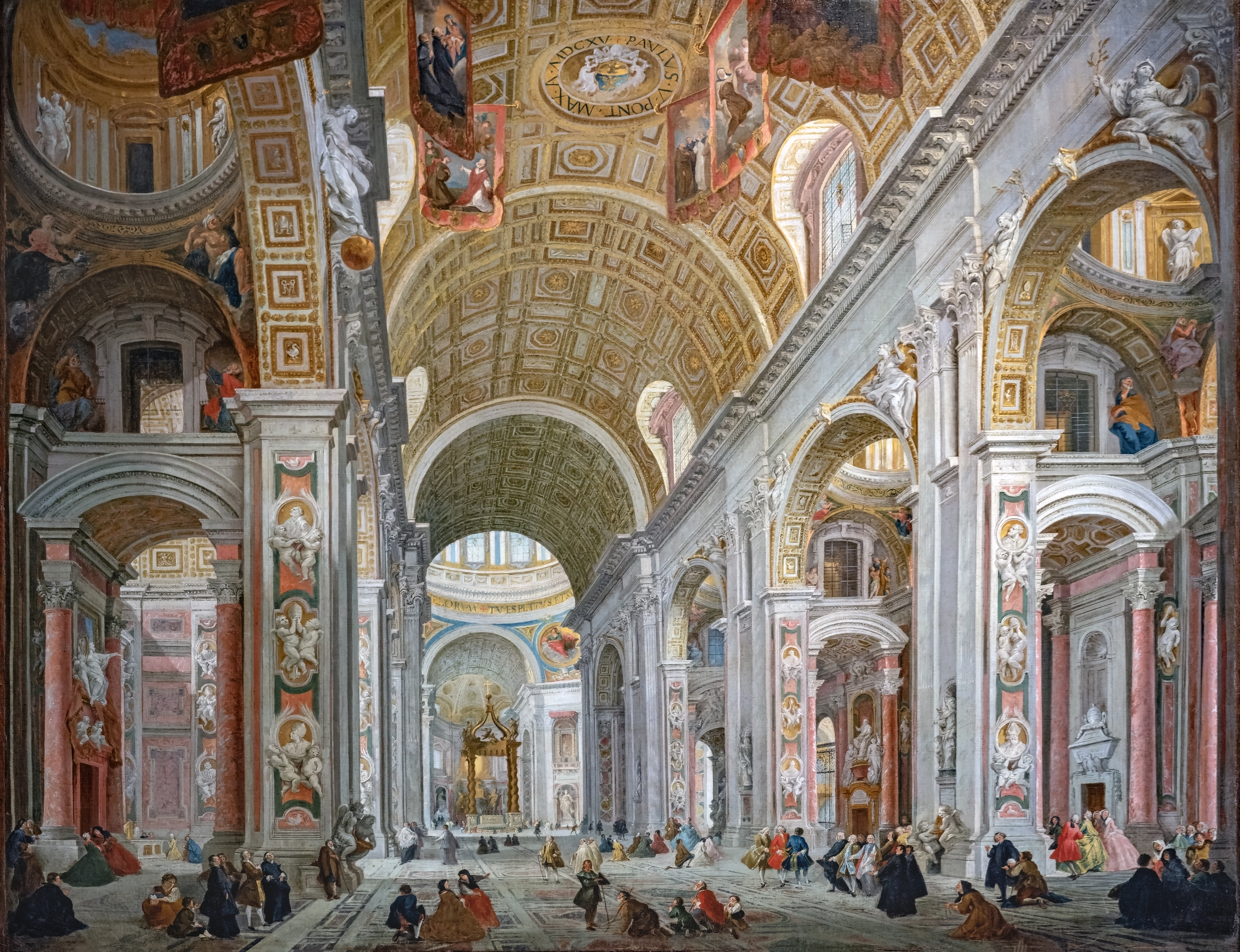
L'intérieur de la basilique Saint-Pierre au Vatican en 1731. Huile sur toile par Giovanni Paolo Panini.

Dans le roman Le Protocole de Berne, écrit par Manuel Pontresina, le personnage de Serge évoque que l'excommunication des francs-maçons a été levée par Jean-Paul II car « il connaissait la poignée de main des francs-maçons ». Lorsque le commissaire Sepp l'interroge ensuite sur l'appartenance du pape, celui-ci émet qu'étant tenu par le secret, il ne peut répondre.
Le roman noir Les Souriants, de la série les Larmes de Pierre écrite par Fabrice Daimler, relate la médiatisation de la révocation de la bulle papale par Clément XV et l'archevêque de Paris.

### Wikisource
- Clément XII (trad. du latin par Maurice Talmeyr), La franc-maçonnerie et la Révolution française [« In eminenti Apostolatus specula »] [« Bulle d’excommunication du pape Clément XII contre les francs-maçons »], Paris, Perrin et Cie, 1904 (lire sur Wikisource), « Bulle d’excommunication du pape Clément XII contre les francs-maçons », p. 69-72
- Clément XII (trad. du latin par Anonyme), Le Spectateur belge [« In eminenti Apostolatus specula »] [« Bulle d’excommunication du pape Clément XII contre les francs-maçons »], t. 11e, Bruges, Vve De Moor, 1820 (lire sur Wikisource), « CLÉMENT, évêque, Serviteur des Serviteurs de Dieu, à tous les fidèles de Jésus-Christ, Salut et Bénédiction apostolique, p. 270-278
- Marie-Nicolas Bouillet  et Alexis Chassang (dir.), « In eminenti apostolatus specula » dans Dictionnaire universel d’histoire et de géographie, 1878 (lire sur Wikisource)